# Doppler transcrânien fonctionnel
 (octobre 2013).
Améliorez-le ou discutez des points à vérifier. 

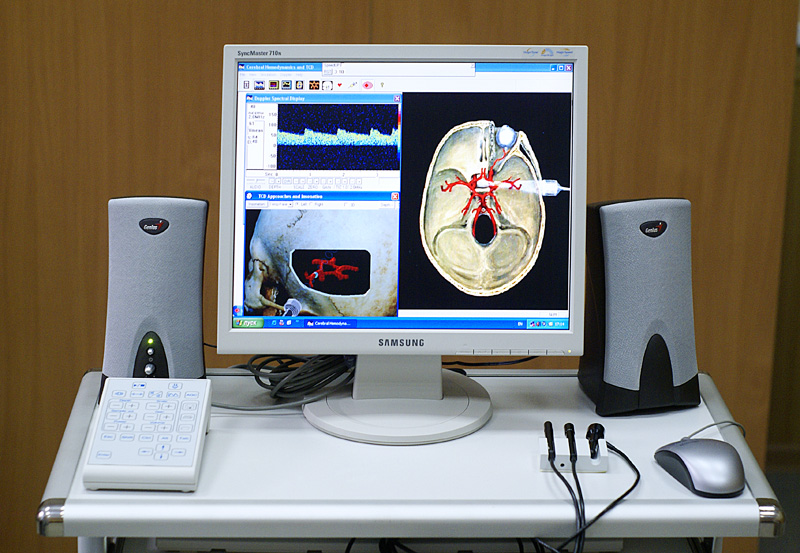
Analyseur doppler à ultra sons.

Le Doppler transcranien fonctionnel (fTCD ou functional transcranial Doppler ultrasonography) est une technique d'imagerie cérébrale qui enregistre la vitesse du flot sanguin dans une région du cerveau en la comparant avec une autre région. Pour cette raison, la technique peut être utilisée afin d’évaluer la latéralisation du langage, et ce, en comparant le flot sanguin entre l’hémisphère gauche et l’hémisphère droit .

## Description
Cette technique, comparée à d’autres, comme le test de Wada ou l’imagerie par résonance magnétique fonctionnelle, comporte plusieurs avantages, comme le fait qu’elle est non invasive, procure une excellente résolution temporelle, peut être appliquée plusieurs fois chez les patients et peut être utilisée chez de jeunes enfants ou chez des patients montrant un manque de coopération. Un des désavantages du fTCD est qu’une bonne résolution spatiale ne peut être obtenue. 
La technique du fTCD est normalement utilisée chez des sujets saints et il faut exclure les sujets souffrant d’une désorganisation neurologique, de traumatisme crânien, de pertes de conscience, d’épilepsie, de méningites ou d’encéphalites, d’asphyxie périnatale ou ayant un développement du langage perturbé . Il faut aussi généralement exclure les personnes âgées.

## La latéralisation du langage
Au XIXe siècle Broca a examiné le cerveau d’un de ses patients, décédé, ayant des troubles de production de la parole et une lésion dans le cortex frontal inférieur gauche. Ses recherches se sont poursuivies avec huit autres patients, tous droitiers, ayant des troubles semblables et une lésion dans l’hémisphère cérébral gauche. Il a par la suite affirmé que chez les droitiers, le langage était latéralisé à gauche. Des spéculations ont ensuite été faites disant que le langage était latéralisé à droite chez les gauchers, ce qui portait le nom de « règle de Broca ». Plusieurs recherches ont été faites afin de vérifier si la relation entre la latéralisation du langage et la dominance manuelle. De façon générale, l’hémisphère dominant pour le langage est le gauche chez 90 % des droitiers et 70 % des gauchers. 
Le test le plus utilisé afin de vérifier de quel côté le langage est latéralisé chez une personne est le test de Wada. Pour ce faire, un anesthésique est injecté chez la personne et se répand dans l’hémisphère cérébral, du même côté que l’injection. Si l’hémisphère dominant pour le langage est atteint, la personne aura de la difficulté à parler et à comprendre. 

## Dominance manuelle
La motricité est l’une des fonctions les plus latéralisées, avec le langage. La  dominance manuelle fait souvent référence à la main la plus utilisée dans le cadre d’activités quotidiennes, mais la catégorisation n’est pas aussi simple. Dans les recherches concernant la dominance manuelle, plusieurs critères peuvent être pris en compte, mais dernièrement, les chercheurs utilisent des tests, tel le Edinburgh Handedness Inventory. Ce test est constitué d’une échelle allant de +100 (soit extrêmement droitier) à -100 (soit extrêmement gaucher). Pour déterminer la dominance manuelle, plusieurs facteurs doivent être considérés, tel que la génétique et la culture, et prendre en compte que les résultats obtenus chez les enfants ne sont pas toujours définitifs. 

## Application du fTCD à la latéralisation du langage et la dominance manuelle
Une étude a été menée par le département de neurologie de l’université de Münster en Allemagne, afin de vérifier s’il existe une association entre la latéralisation du langage et la dominance manuelle, chez des sujets sains (hommes et femmes, entre 15 et 49 ans), tout en utilisant le fTCD. Les participants de cette étude ont été catégorisés selon le Edinburgh Handedness Inventory. 
Les résultats de cette étude révèlent que la distribution de la dominance hémisphérique varie selon le degré de la dominance manuelle. En fait, il y aurait une relation linéaire entre les deux mais non universelle : plus le sujet est droitier, plus son langage sera latéralisé à gauche et vice versa. Il en ressort également que les gauchers extrêmes (se rapprochant le plus de -100 au test de dominance manuelle) auraient une forte inclination à avoir le langage latéralisé à droite, comparativement aux droitiers extrêmes (se rapprochant le plus de +100 au test de dominance manuelle). Le genre des participants ne semble pas voir eu une influence sur les résultats. 
En conclusion, être gaucher augmenterait la probabilité que le langage soit latéralisé à droite, mais ne serait pas une conséquence du fait que l’hémisphère dominant pour le langage soit l’hémisphère droit. La relation entre la latéralisation du langage et la dominance manuelle peut être définie à l’aide d’une formule. Par contre, cette relation n’est pas toujours aussi simple et plusieurs facteurs doivent être pris en compte.